# 细根茎黄精
细根茎黄精（学名：Polygonatum gracile）为百合科黄精属的植物，为中国的特有植物。分布于中国大陆的陕西、甘肃、山西等地，生长于海拔2,100米至2,400米的地区，常生长在林下以及山坡，目前尚未由人工引种栽培。